# Amaravati (capitale)
Pour les articles homonymes, voir Amaravati.
Amaravati (en télougou : అమరావతి) est la capitale de fait de l'Andhra Pradesh depuis octobre 2016. Elle est située sur la rive droite du fleuve Krishna, à proximité des villes de Guntur (35 km) et Vijayawada (12 km). Il s'agit d'un projet de création d'une ville ex nihilo sur une superficie de 217 km2.

## Toponymie
Amaravati, qui signifie « demeure des dieux », était le nom d'une petite ville qui fut la capitale des Satavahana entre les IIIe siècle av. J.-C. et IIe siècle apr. J.-C. Située au nord-ouest du site de la future capitale, elle est célèbre pour le style de ses sculptures.
Le choix de ce nom pour la capitale inscrit la nouvelle ville dans l'histoire de l'Andhra Pradesh.

## Géographie

### Localisation
Le site d'Amaravati s'étend sur 24 villages et une partie de la municipalité de Tadepalle, soit 217,23 km2. La ville nouvelle se développe dans une plaine alluviale basse (25 m) en rive droite du fleuve Krishna, encadrée à l'Est par les monts Undavalli et Pedamadduru à l'Ouest (250 m).
La capitale est en position centrale dans le nouvel État à 360 km de Visakhapatnam au nord, 430 km de Chennai au sud et 280 km de l'ancienne capitale Hyderabad. Située en amont immédiat du barrage de Prakasam, donc à l'apex du delta de la Krishna, Amaravati est accessible par la route nationale NH16.

### Climat
Le climat est tropical humide avec un été très chaud (avril-mai) sans hiver, et un double régime de mousson, du sud-ouest (juin-août) puis nord-est (septembre-novembre).
| Mois                              | jan. | fév. | mars | avril | mai  | juin | jui. | août  | sep.  | oct. | nov. | déc. |
| --------------------------------- | ---- | ---- | ---- | ----- | ---- | ---- | ---- | ----- | ----- | ---- | ---- | ---- |
| Température minimale moyenne (°C) | 18,6 | 20,6 | 23,3 | 26,2  | 27,8 | 26,9 | 25   | 25    | 24,5  | 23,2 | 20,9 | 19,7 |
| Température maximale moyenne (°C) | 30,2 | 32,7 | 35,6 | 38,2  | 39,9 | 37,2 | 33,7 | 33,1  | 32,4  | 32,4 | 31   | 30,3 |
| Précipitations (mm)               | 6,2  | 4,6  | 4,6  | 4,8   | 20,8 | 80,8 | 173  | 146,2 | 179,9 | 57,2 | 52,3 | 5,8  |

| Diagramme climatique                                  |             |             |             |              |              |           |             |               |              |            |             |
| J                                                     | F           | M           | A           | M            | J            | J         | A           | S             | O            | N          | D           |
| 30,218,66,2                                           | 32,720,64,6 | 35,623,34,6 | 38,226,24,8 | 39,927,820,8 | 37,226,980,8 | 33,725173 | 33,125146,2 | 32,424,5179,9 | 32,423,257,2 | 3120,952,3 | 30,319,75,8 |
| Moyennes : • Temp. maxi et mini °C • Précipitation mm |             |             |             |              |              |           |             |               |              |            |             |

### Démographie
La population totale de la zone du projet était de 102 401 habitants au dernier recensement (2011), avec 51 155 hommes et 51 246 femmes, soit un sex-ratio de 998 hommes pour mille femmes. Avec 57 903 travailleurs le taux d'activité est de 56 % selon la répartition suivante : 18,4 % d'agriculteurs, 54,6 % d'ouvriers agricoles, 6,9 % d'artisans et 20 % d'autres travailleurs.

## Histoire
En juin 2014, l'Andhra Pradesh est divisé en deux États, et l'ancienne capitale Hyderabad est attribuée au Telangana, tout en restant la capitale commune pour dix ans. Le nouveau gouvernement dirigé par N. Chandrababu Naidu décide le 9 septembre 2014 d'établir la capitale du nouvel État sur la côte, dans la région de Vijayawada.
La cérémonie de pose de la première pierre a eu lieu le 22 octobre 2015 en présence du premier ministre indien Narendra Modi et des deux ministres en chef du Telangana et de l'Andhra Pradesh résiduel dans le village d'Uddandarayunipalem.
Depuis octobre 2016, l'administration centrale de l'Andhra Pradesh est installée dans un complexe administratif temporaire construit près du village de Velagapudi, sur le site de la future capitale. La première session de l'assemblée législative s'y est déroulée en mars 2017.
Le chantier de construction de la ville nouvelle a connue un arrêt complet entre 2019 et 2024, en raison de la pandémie de COVID-19, mais aussi largement de la rivalité entre les deux partis dominants en Andhra Pradesh, le YSR Congress Party (en), le parti alors au pouvoir, mené par Y. S. Jagan Mohan Reddy (en), et le Telugu Desam Party (en), le parti sortant à cette période, initiateur d'Amaravati et mené par N. Chandrababu Naidu (en),.
Le gouvernement de Y. S. Jagan Mohan Reddy ayant quasiment destitué le futur site d'Amaravati de sa fonction de capitale d'État, au profit d'une organisation en trois capitales, entre Visakhapatnam, Kurnool et Amaravati, les deux dernières ayant des fonctions plutôt mineures (respectivement judiciaire et législative). Néanmoins, à la suite des élections de l'Assemblée législative de 2024 en Andhra Pradesh, le parti d'opposition Telugu Desam Party et son leader Chandrababu Naidu réaccèdent au pouvoir. Conséquemment, Amaravati est fixée comme la future et seule capitale de l'Andhra Pradesh, les travaux sont en cours de reprise,.

## Urbanisme

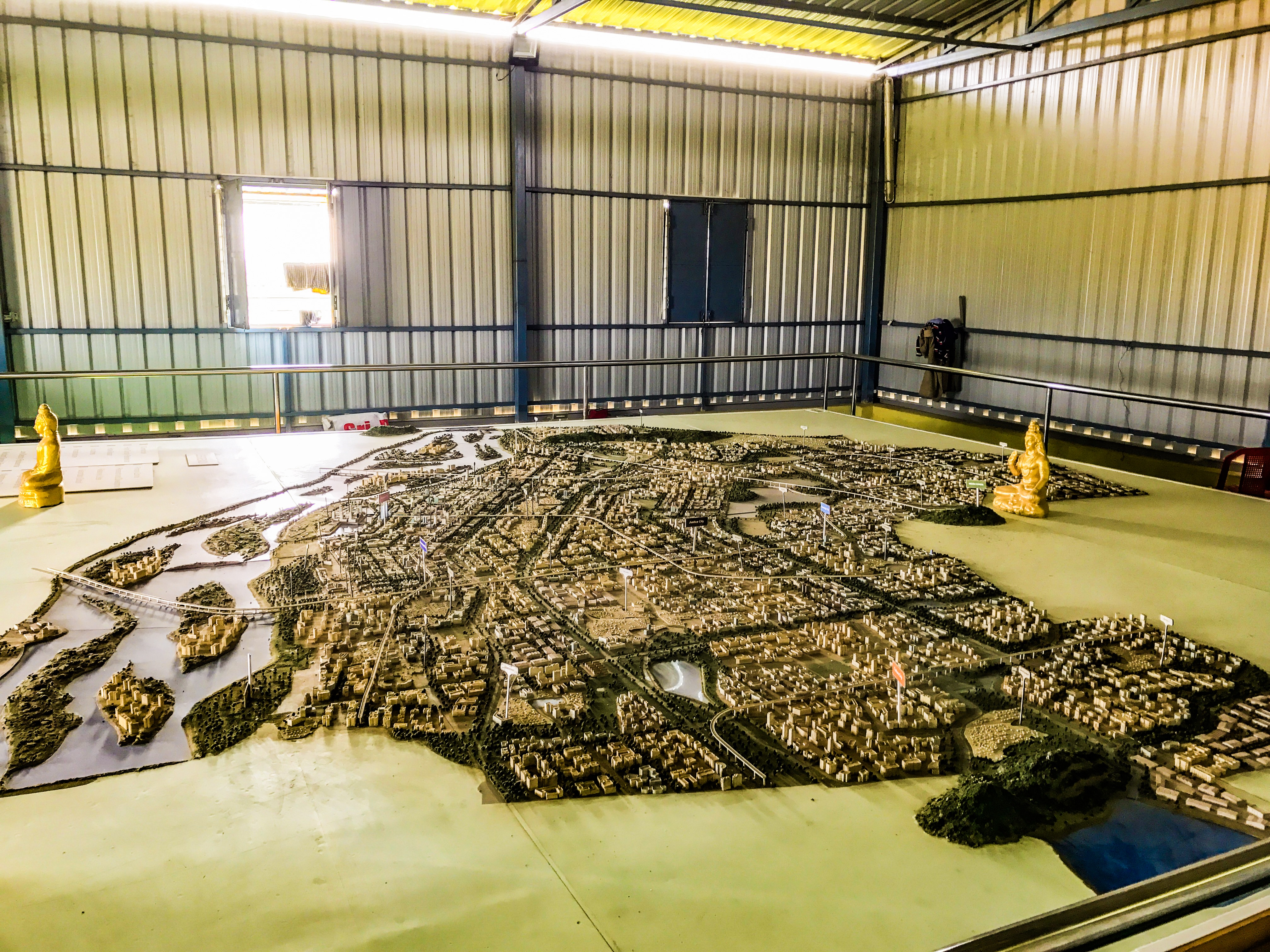
Maquette en impression 3D d'Amaravathi.

La préparation du plan directeur a été confiée à l'agence Surbana International (Singapour) et achevé en juillet 2015. Il prévoit la construction d'une ville intelligente et durable pouvant héberger en 2050, 4,5 millions de personnes,. La capitale doit être construite en trois phases :
- 2015 - 2025 : construction du secteur administratif définitif, d'un centre des affaires  et de logements pour 850 000 habitants ;
- 2025 - 2035 : développement des secteurs résidentiels (900.000 hab.) et commerciaux ;
- 2035 - 2050 : expansion des secteurs industriels, de l'activité touristique[5].

### Conception
Le plan directeur est organisé en neuf zones fonctionnelles : administration, électronique, finance, justice, média, santé, savoir, sport, tourisme. Le réseau routier suit un plan hippodamien orienté selon les points cardinaux et numéroté N1 à N18 pour les axes verticaux en partant de l'Est, et E1 à E16 pour les axes horizontaux en partant du Nord. 79 km d'axes majeurs d'une largeur de 60 m sont en cours de construction (mai 2019).

### Bâtiments en construction dans la zone administrative d'Amaravati (mars 2019)

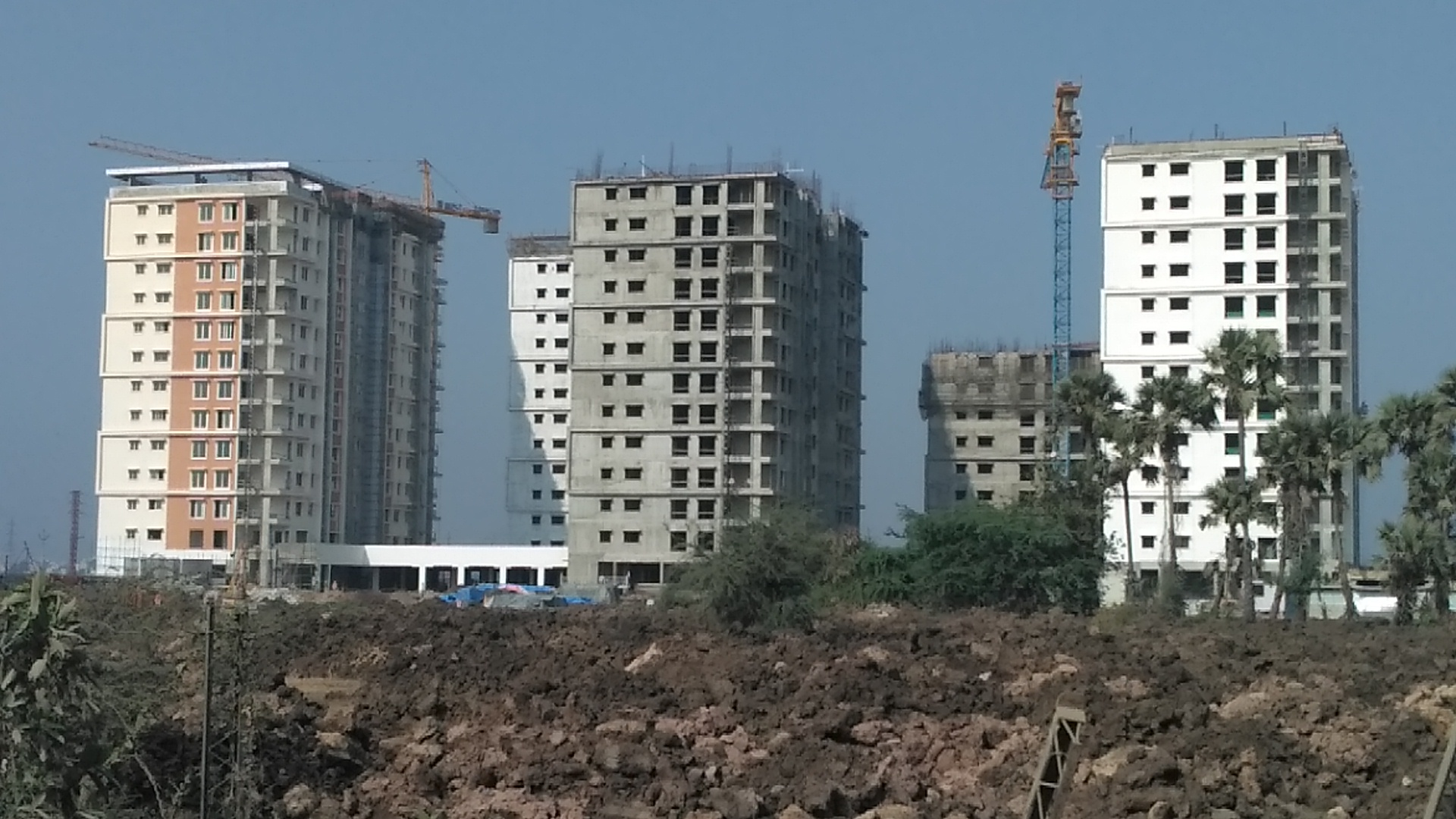
Immeuble pour AIS à Amaravati.
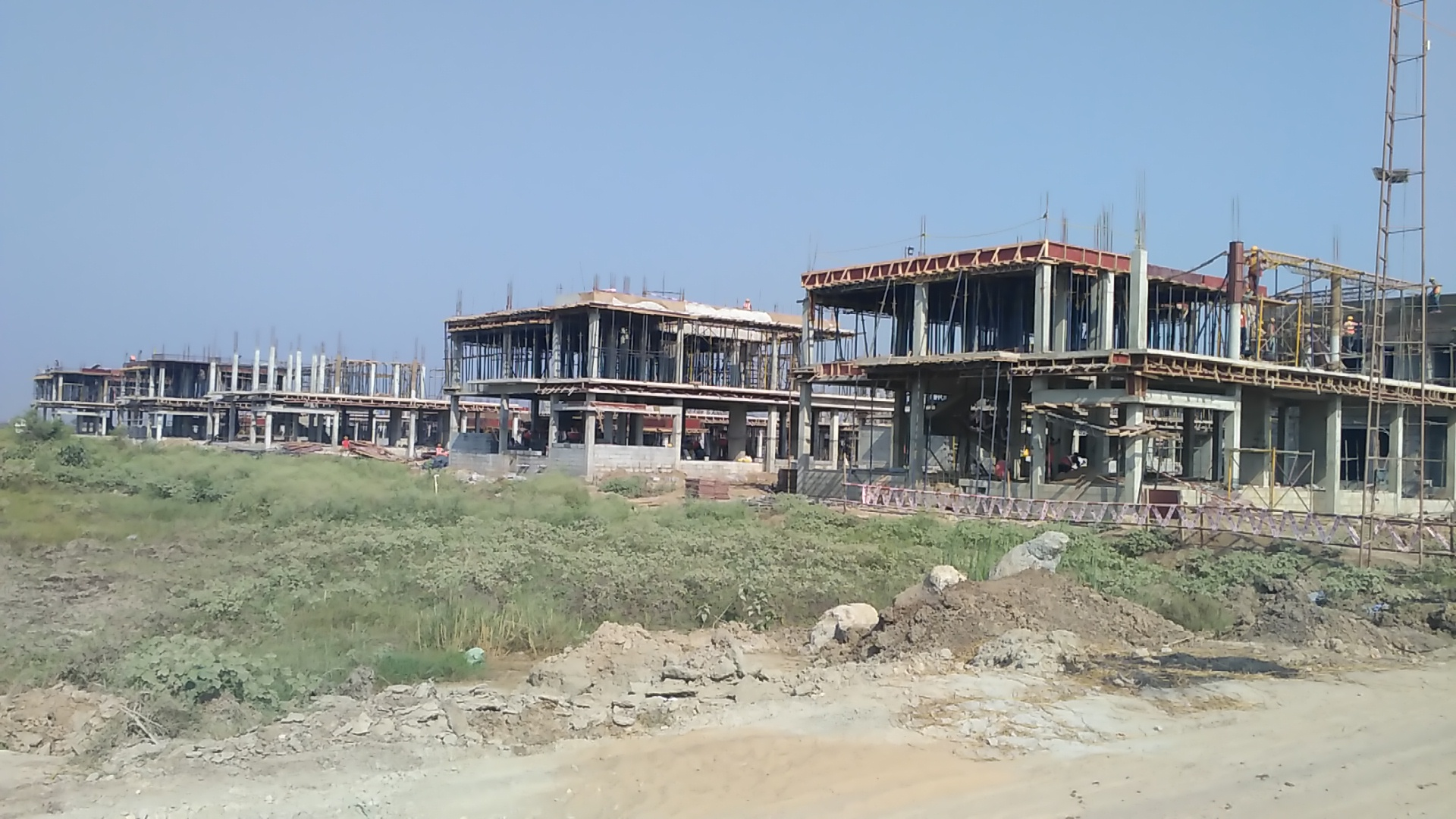
Bungalows des Secrétaires Généraux AIS.
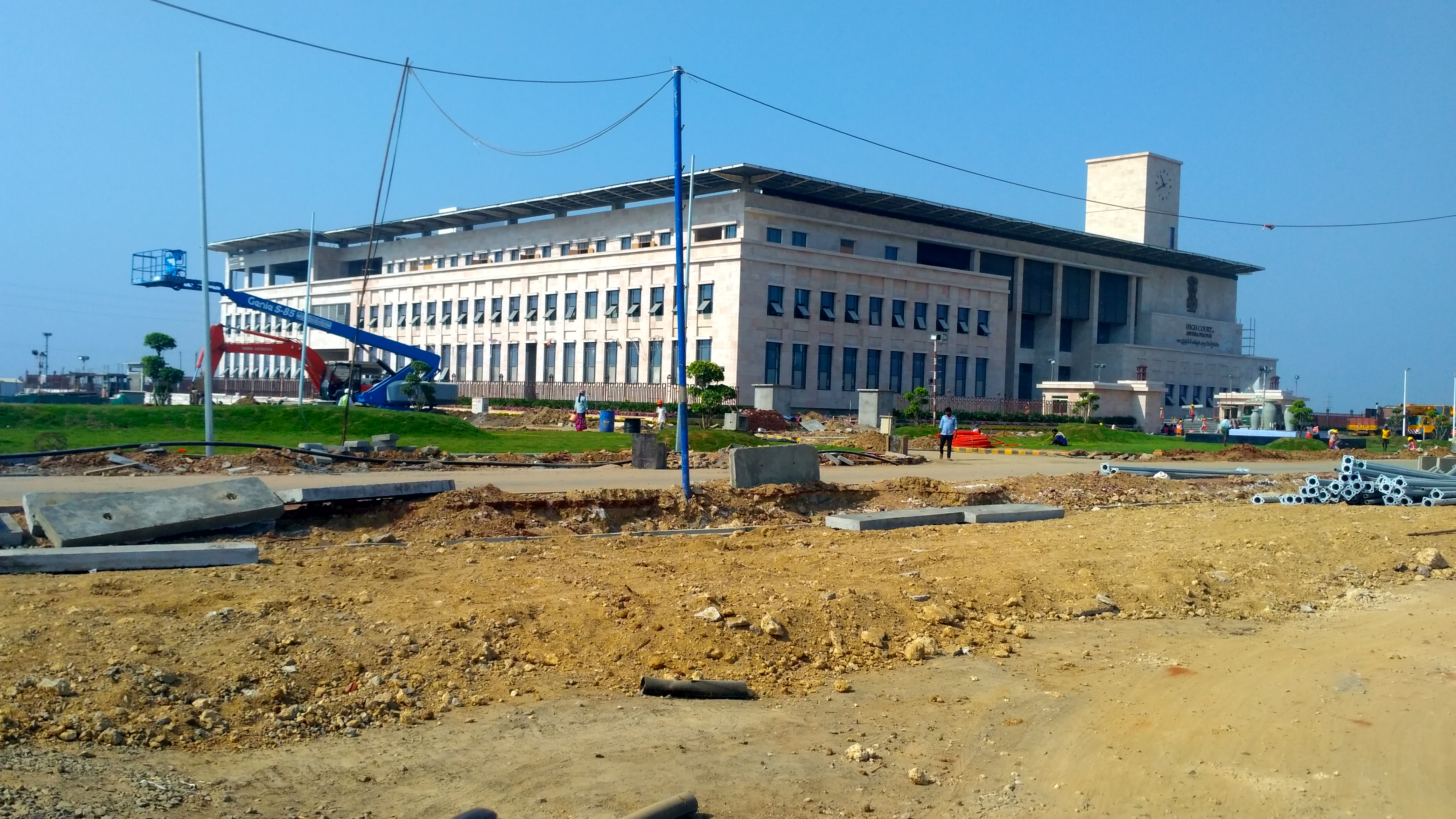
Cité judiciaire.
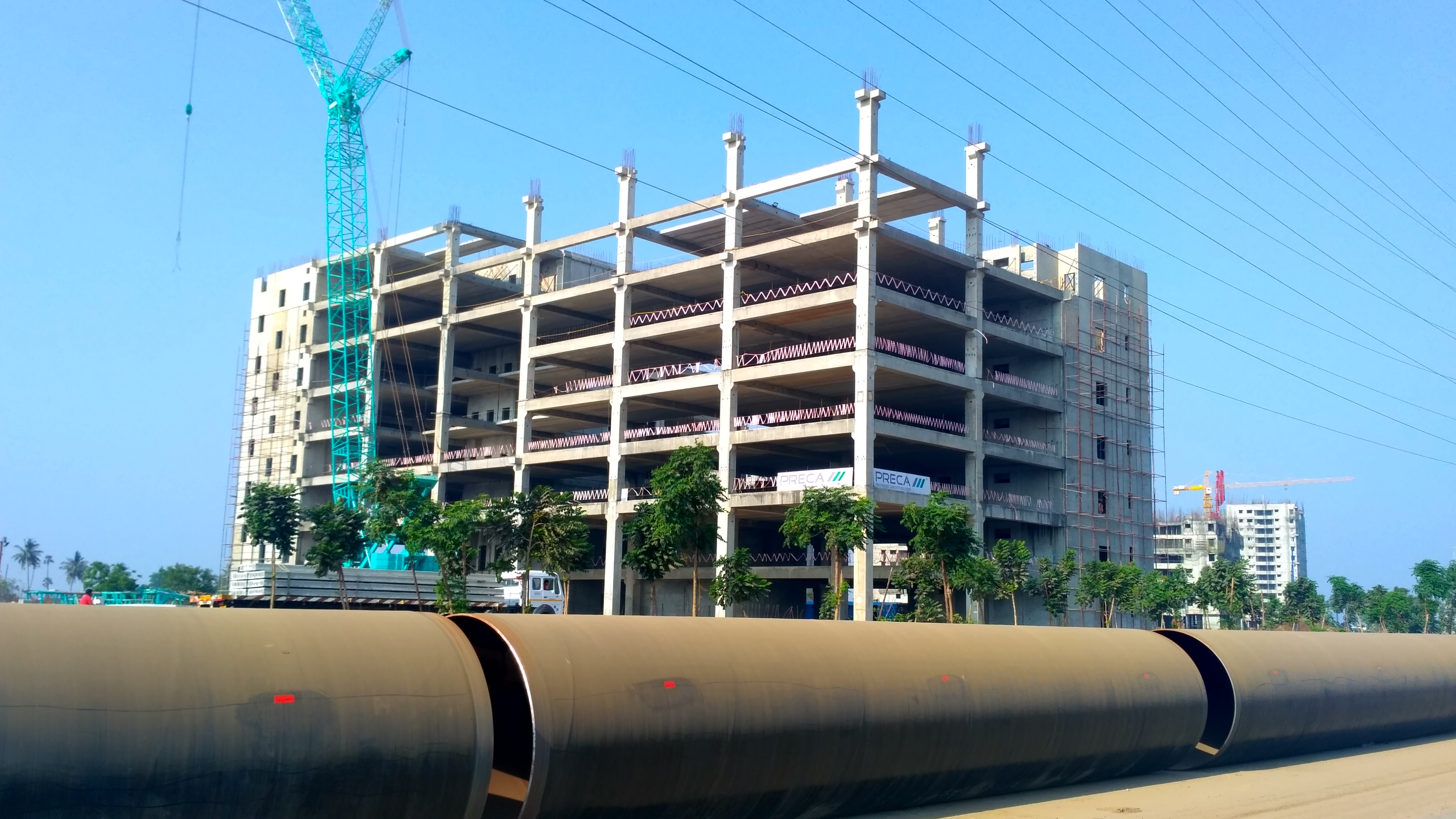
Bureaux régionaux de l'APCRDA.
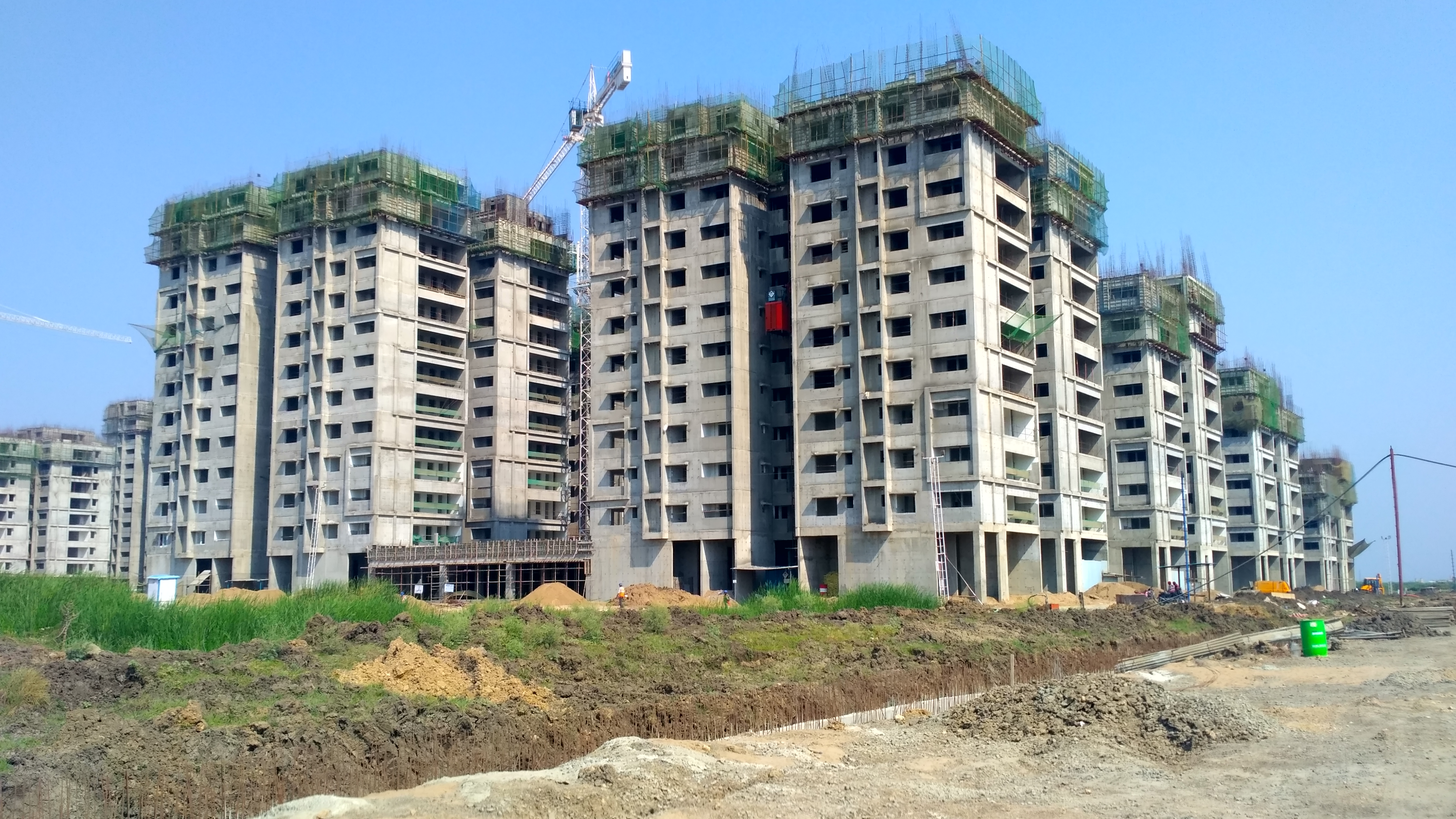
Quartiers des officiers (Gazetted officers).
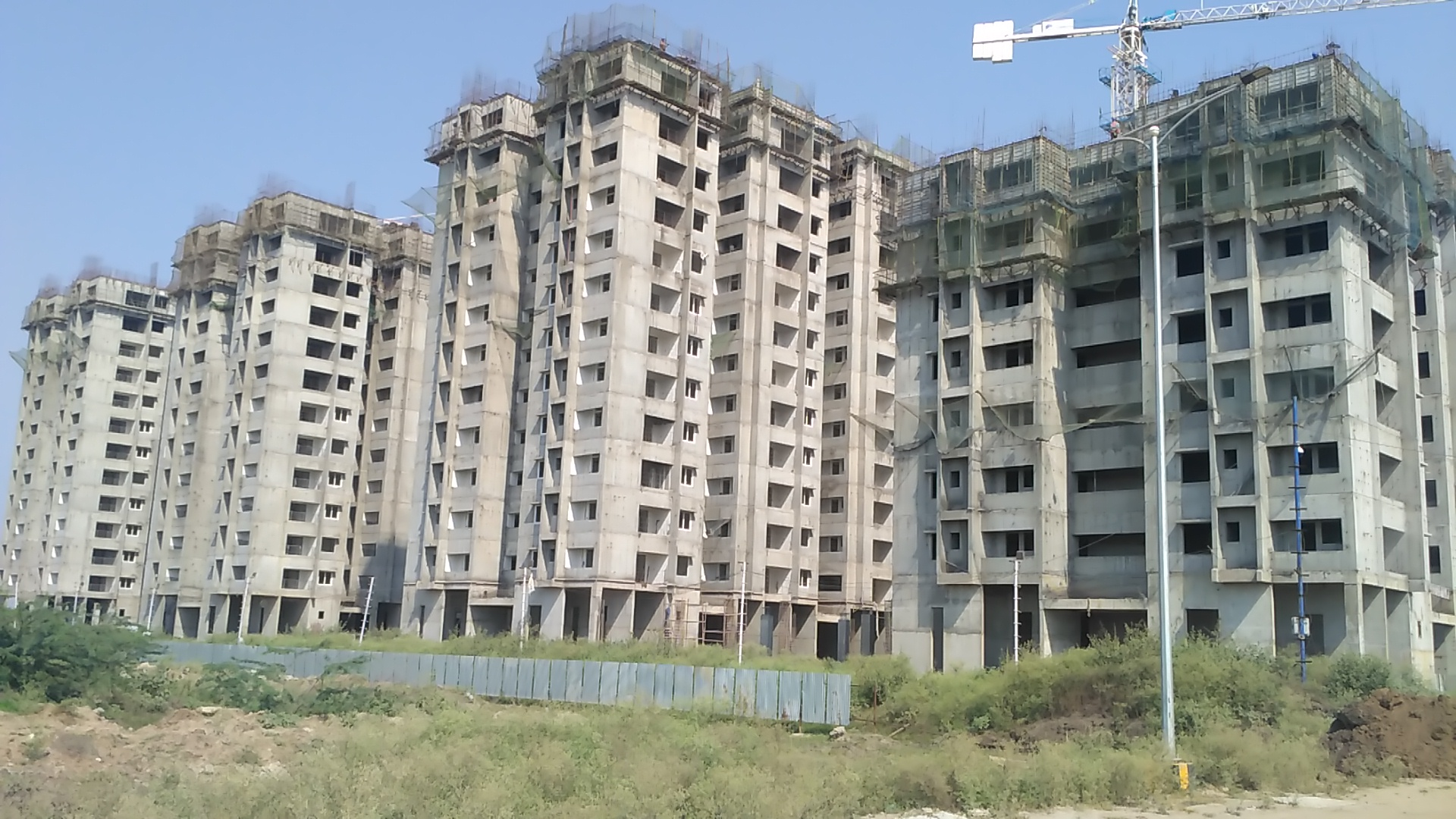
Quartiers des officiers (Group D officers).
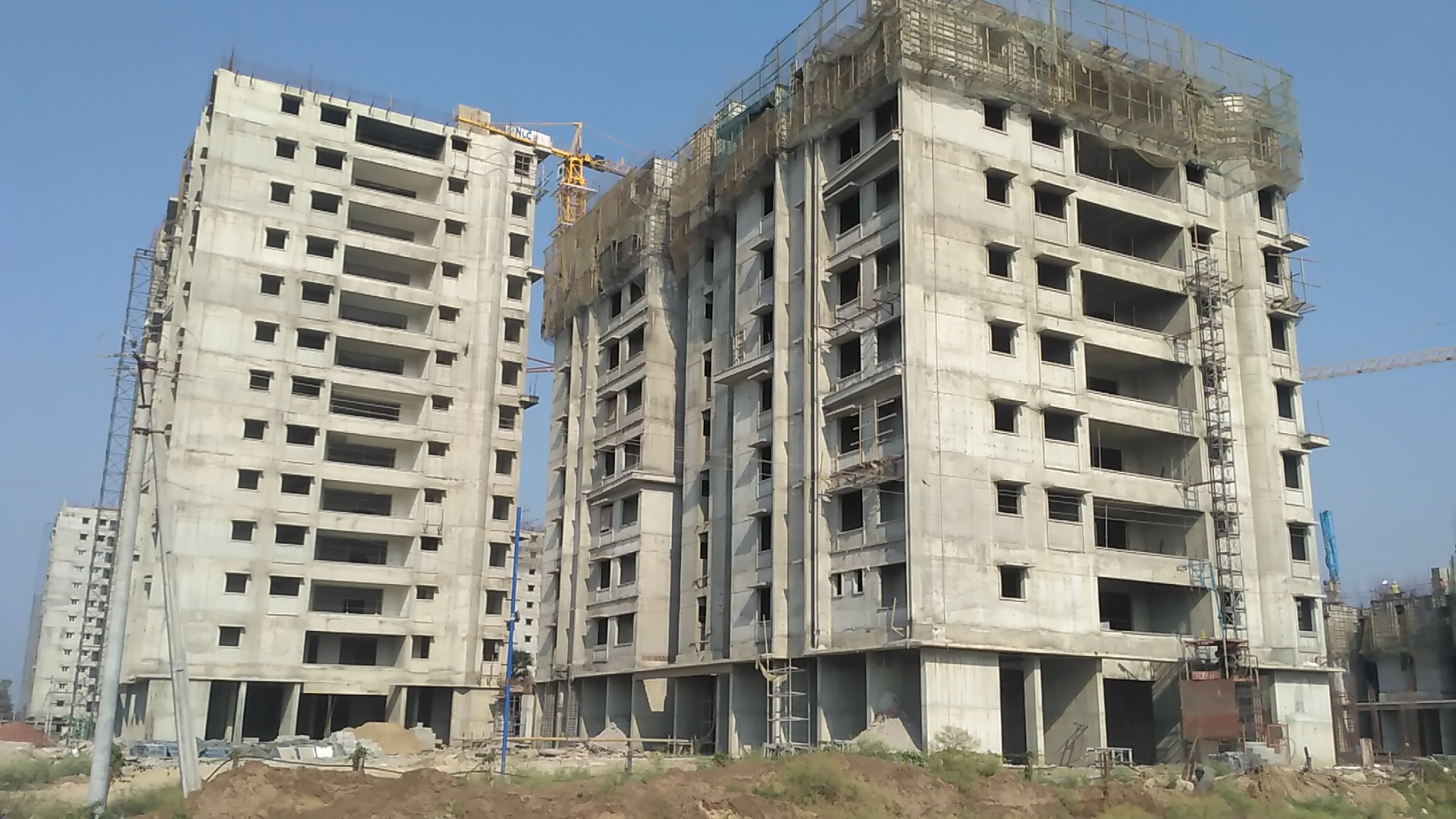
Appartements des MLA and MLC.
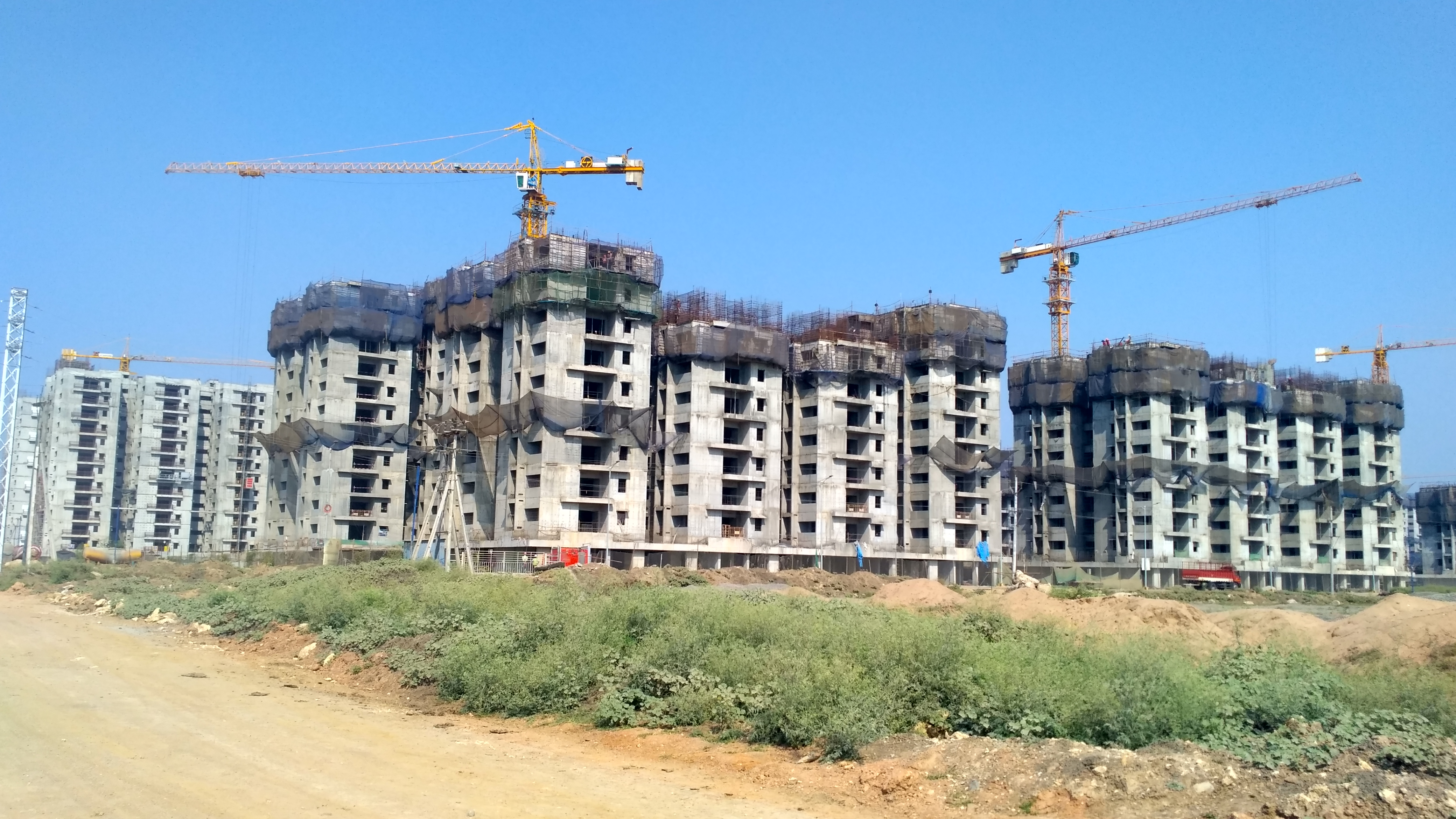
Quartier des officiers subalternes

## Éducation
Deux universités ont ouvert leurs portes SRM_University, Andhra Pradesh et le Vellore Institute of Technology (VIT-AP) inaugurées respectivement le 15 juillet  et le 28 novembre 2017. En dépit du changement politique à la tête de l'Andhra Pradesh, ces établissements ont poursuivis leur expansion et d'autres établissements d'enseignement supérieur ont ouvert leurs portes comme le National Institute of Design, Andhra Pradesh  le 15 mars 2024 et  l'université Amrita. D'autres sont encore attendus comme l'école de commerce Xavier School of Managementu (XLRI) ou l'Indo-UK Institute of Health (IUIH) dans le domaine de la santé.

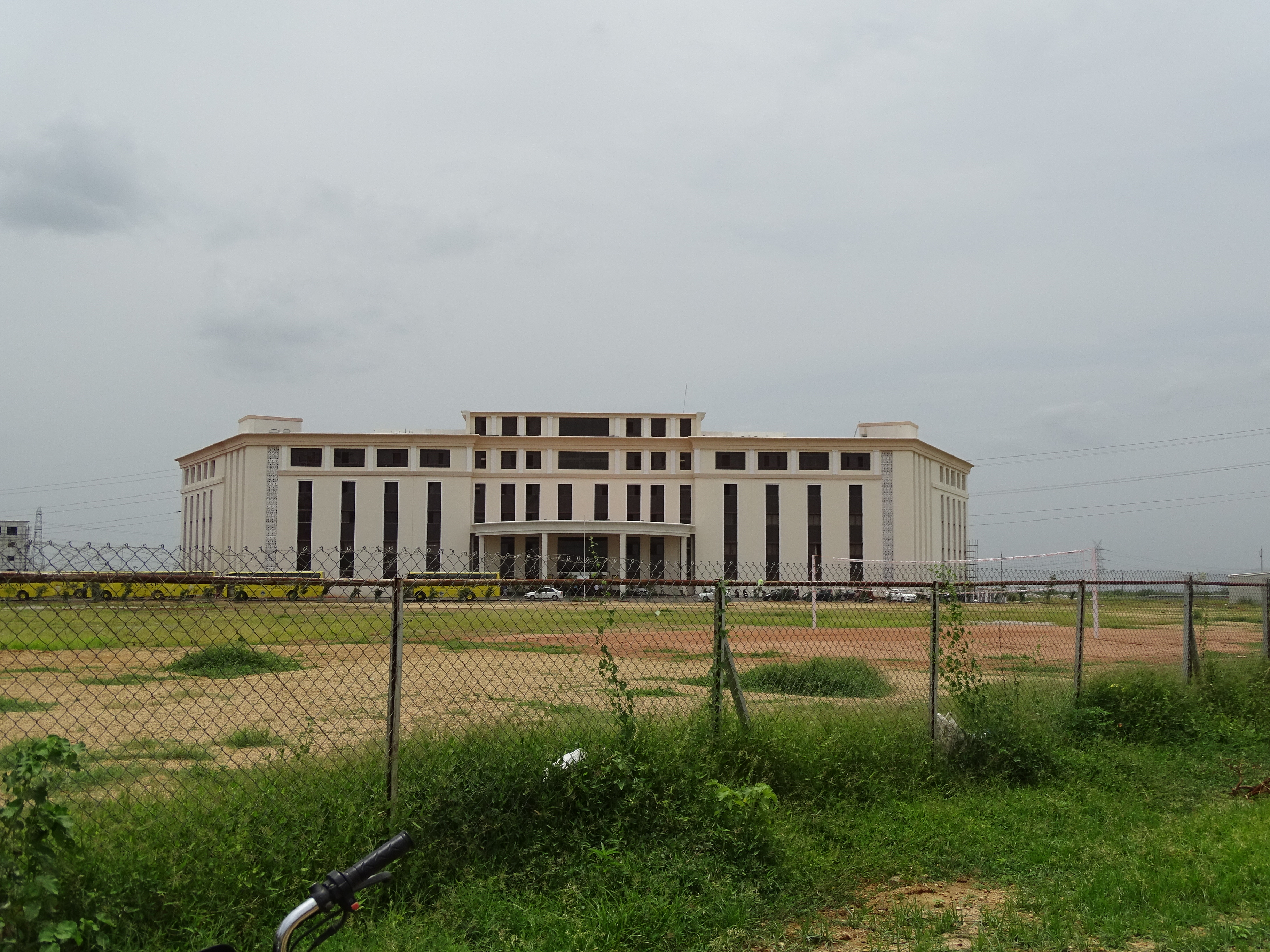
Vellore Institute of Technology à Amaravati (août 2018).
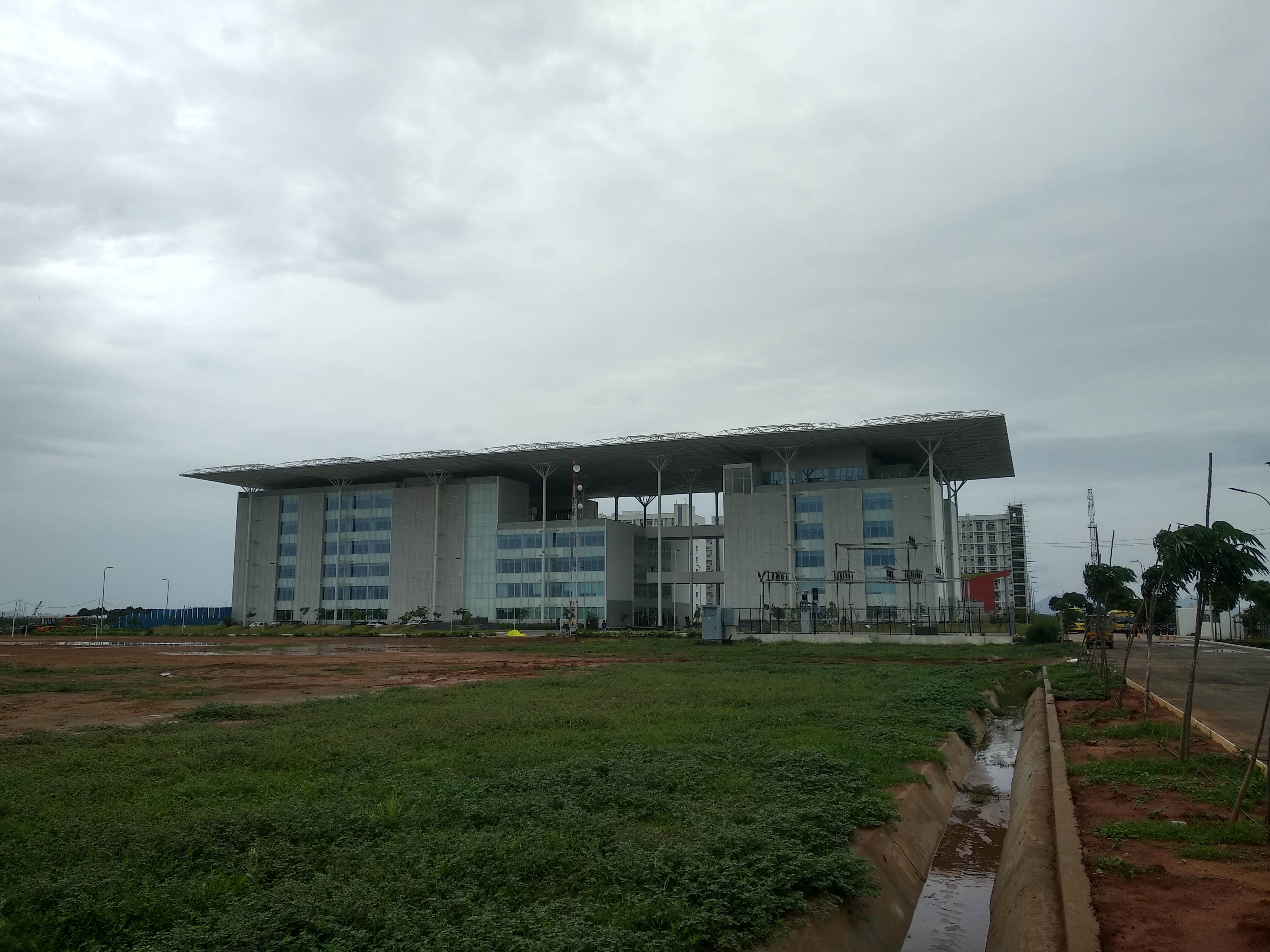
SRM university à Amaravati (août 2018).
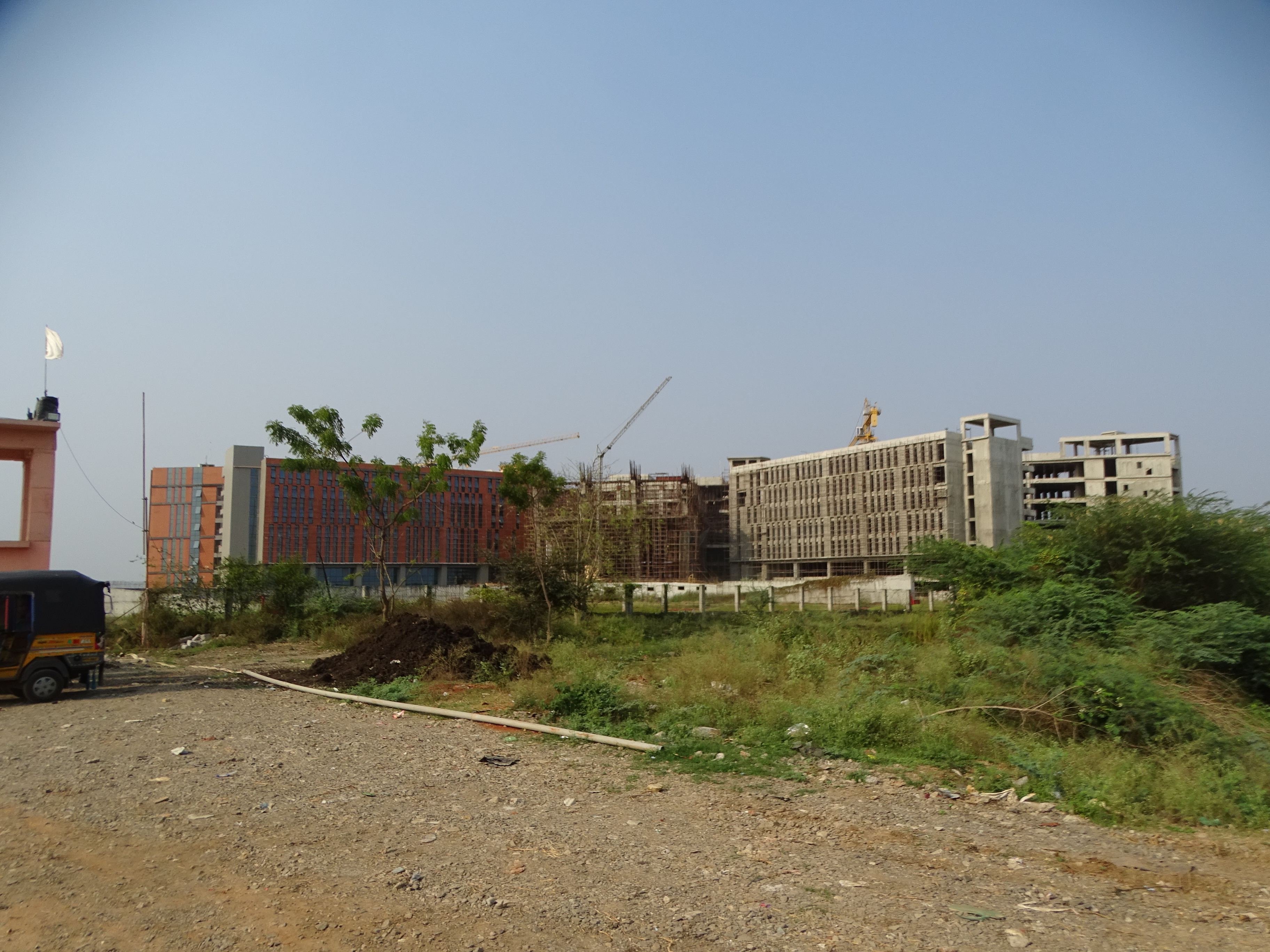
Université Amrita, campus d'Amaravati